# Loa

Mô phỏng cấu tạo và sự hoạt động của loa điện động

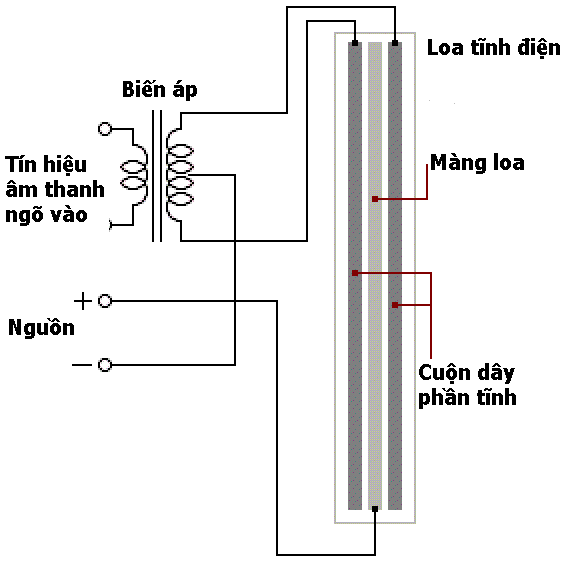
Mô phỏng sơ đồ mạch điện và cấu tạo loa tĩnh điện

Loa là một thiết bị điện, có khả năng biến đổi nguồn năng lượng điện thành âm thanh. Một hệ thống loa, thường được gọi đơn giản là "loa" hoặc "loa", bao gồm một hoặc nhiều trình điều khiển loa như vậy, thùng loa và các kết nối điện có thể bao gồm cả mạng phân tần. Trình điều khiển loa có thể được xem như một mô-tơ tuyến tính được gắn vào màng ngăn kết hợp chuyển động của mô-tơ đó với chuyển động của không khí, tức là âm thanh.
Tín hiệu âm thanh, điển hình là từ micrô, bản ghi hoặc đài phát thanh, được khuếch đại điện tử đến mức công suất có khả năng điều khiển động cơ đó để tái tạo âm thanh tương ứng với tín hiệu điện tử chưa được khuếch đại ban đầu. Do đó, đây là chức năng ngược lại với micrô; thực sự, trình điều khiển loa động, cho đến nay là loại phổ biến nhất, là một động cơ tuyến tính có cấu hình cơ bản giống như micrô động sử dụng động cơ ngược lại như một máy phát điện.

## Lịch sử
Ông Verner Von Siemens, nhà nghiên cứu người Đức là người đầu tiên đã tiến hành thí nghiệm và mô tả hoạt động của một ống dây đồng có dòng điện chạy qua trong từ trường của một nam châm vĩnh cửu. Ông đã được cấp bằng sáng chế số No.149.797 tại Mỹ.
Sau gần 3 năm tiếp tục hoàn thiện các ứng dụng, Siemens đăng ký sáng chế độc quyền về chiếc loa đầu tiên trên thế giới có một màng giấy nối với một cuộn dây chuyển động. Chiếc loa đầu tiên của ông đã được cấp bằng sáng chế độc quyền ở Đức năm 1877 và ở Anh năm 1878.
Loa được đưa vào ứng dụng trong ngành công nghiệp hiện đại và hỗ trợ nghe nhìn.
Đặc biệt ở các tần số thấp hơn, trình điều khiển loa phải có vách ngăn để âm thanh phát ra từ phía sau của nó không triệt tiêu âm thanh (dự kiến) từ phía trước; cái này thường có dạng thùng loa hoặc thùng loa, một hộp hình chữ nhật thường làm bằng gỗ, nhưng đôi khi bằng kim loại hoặc nhựa. Thiết kế của thùng loa đóng vai trò âm học quan trọng, do đó xác định chất lượng âm thanh thu được. Hầu hết các hệ thống loa có độ trung thực cao (hình bên phải) bao gồm hai hoặc nhiều loại trình điều khiển loa, mỗi loại chuyên về một phần của dải tần âm thanh. Các trình điều khiển nhỏ hơn có khả năng tái tạo tần số âm thanh cao nhất được gọi là loa tweeter, các trình điều khiển cho tần số trung bình được gọi là trình điều khiển tầm trung và các trình điều khiển cho tần số thấp được gọi là loa trầm. Đôi khi, việc tái tạo các tần số rất thấp nhất (20-~50 Hz) được tăng cường bởi cái gọi là loa siêu trầm thường nằm trong thùng loa (lớn) của chính nó. Trong hệ thống loa hai chiều hoặc ba chiều (một loa có trình điều khiển bao phủ hai hoặc ba dải tần số khác nhau), có một lượng nhỏ thiết bị điện tử thụ động được gọi là mạng phân tần giúp định hướng các thành phần của tín hiệu điện tử đến trình điều khiển loa có khả năng tốt nhất. Tái tạo các tần số đó.